# Sulle orme del re Minosse
Sulle orme del re Minosse è un album del 1989 di Pippo Pollina.

## Crediti
- Testi e musiche di Pippo Pollina (Se vuoi musica di Stefano Neri e Pippo Pollina).
- Arrangiamenti e direzione musicale di Stefano Neri.
- Registrato al DRS Studio Zürich nel settembre 1989. Mixato da Martin Pearson al Powerplay Studio Maur (ZH).

## Tracce
1. Radio Guevara – 4:22
2. Non lo sai – 3:39
3. Pagine di mare – 4:22
4. Sulle orme del re Minosse – 2:56
5. Et in arcadia ego – 3:42
6. Sim – 5:23
7. Se vuoi – 5:10
8. Notti bianche – 4:24

## Musicisti
- Pippo Pollina, chitarra, voce
- Andy Brugger, batteria
- Michael Koschorreck, chitarre
- Stefano Neri, basso, synthetizer
- Michael Ricar, programmazione synthetizer
- Miriam Russo, voci
- Christoph Stiefel, piano acustico, organo
- Markus Kühne, sassofono